# Sant Sebastià (antigament a Bucarest)
Aquesta versió del Martiri de Sant Sebastià, antigament al Palau Real de Bucarest, és una obra d'El Greco, que consta amb el número 280 en el catàleg d'obres d'aquest pintor, realitzat per Harold Wethey.

## Anàlisi de l'obra
Oli sobre llenç; 89 x 68 cm.; Actualment té format ovalat. Probablement tenia l'usual format rectangular, i va ésser mutilat donant-li la forma actual ovalada. El llenç va perdre les veladures degut a les neteges.
Tal com està actualment, aquesta obra Sant Sebastià apareix de tres-quarts, lligat a un arbre davant d'un fons de celatge. Probablement, en el seu estat original, era una figura de cos sencer com a la versió del Museu del Prado. El Greco el representa com un jove gairebé adolescent, de cos gràcil i suau hermosura. Malgrat les sagetes que té clavades al cos, gairebé no hi té cap gota de sang. De fet, tant el seu rostre com el seu cos semblen aliens al martiri, sense el més mínim indici de dolor físic.
Aquesta imatge està en certa manera desproveïda de la sensualitat amb la qual la van representar alguns pintors renaixentistes, i tampoc té elements arqueològics ni cap mena d'escenografia, només l'indispensable arbre en el qual està lligat el màrtir. D'aquesta forma, el mestre cretenc assoleix una certa "objectivitat", superior a la d'altres artistes.